# 마른 고기
마른 고기 또는 건육(乾肉)은 고기를 보존하기 위해 말린 식품이다.

## 역사
네안데르탈인이 고기를 말려 먹었다는 연구 결과가 있다. 이 조사는 네안데르탈인이 마른 고기를 먹으며 추운 날씨를 이겨냈을 것이라 추측했다.

## 종류
| 이름        | 사진 | 지역       | 설명 |
| ----------- | ---- | ---------- | --- |
| 바꾸앙      |      | 중국       | 달콤·짭조름한 중국식 마른 고기 요리로, 돼지고기, 쇠고기, 양고기 등을 향신료와 설탕, 소금, 간장 등으로 양념해 건조한다.                                                             |
| 빌통        |      | 남아프리카 | 나미비아, 남아프리카 공화국, 짐바브웨 등에서 먹는 염지·건조식품으로, 쇠고기와 타조고기 외에도 스프링복, 큰쿠두 등 여러 가지 사냥 고기로 만든다.                                    |
| 육포        |      | 한국       | 포의 일종이다. 주로 쇠고기로 만들지만, 지역에 따라 말고기 등으로 만들기도 한다. 주로 간장으로 간하여 말린다.                                                                       |
| 저키        |      | 북아메리카 | 미국, 캐나다 등에서 먹는 마른 고기 요리이다. 우스터셔 소스와 마늘가루, 양파가루, 후추 등으로 양념해 말린다.                                                                        |
| 차르키      |      | 남아메리카 | 라마고기, 쇠고기 또는 말고기 등을 염지해 말린 음식이다. 볼리비아, 아르헨티나, 칠레, 페루 등 남아메리카 지역에서 먹는다.                                                            |
| 카르니 세카 |      | 브라질     | 쇠고기를 염지해 말린 음식이다. 브라질 북동부에서 먹는다. |
| 파스트르마  |      | 중동       | 터키와 아르메니아 등 서아시아, 캅카스, 발칸반도, 북아프리카 등지의 마른 고기이다. 주로 물소고기나 쇠고기로 만들지만, 이집트 등지에서는 양고기, 염소고기, 낙타고기 등으로도 만든다. |

## 같이 보기
- 마른 생선
- 염장고기
- 포
- 훈제육